# Ylä-Havanka
Ylä-Havanka eller Ylä-Havankajärvi är en sjö i Finland. Den ligger i kommunen Virdois i landskapet Birkaland, i den sydvästra delen av landet, 240 km norr om huvudstaden Helsingfors. Ylä-Havanka ligger 154,5 meter över havet. Arean är 1,15 kvadratkilometer och strandlinjen är 7,64 kilometer lång. Sjön  ingår i Kumo älvs huvudavrinningsområde.   I omgivningarna runt Ylä-Havanka växer i huvudsak barrskog.
I övrigt finns följande i Ylä-Havanka:
- Isokari (en ö)